# Isola di Ogi-jima
L'isola di Ogi-jima (男木島?) è un'isola giapponese, situata nel mare interno di Seto.

## Caratteristiche

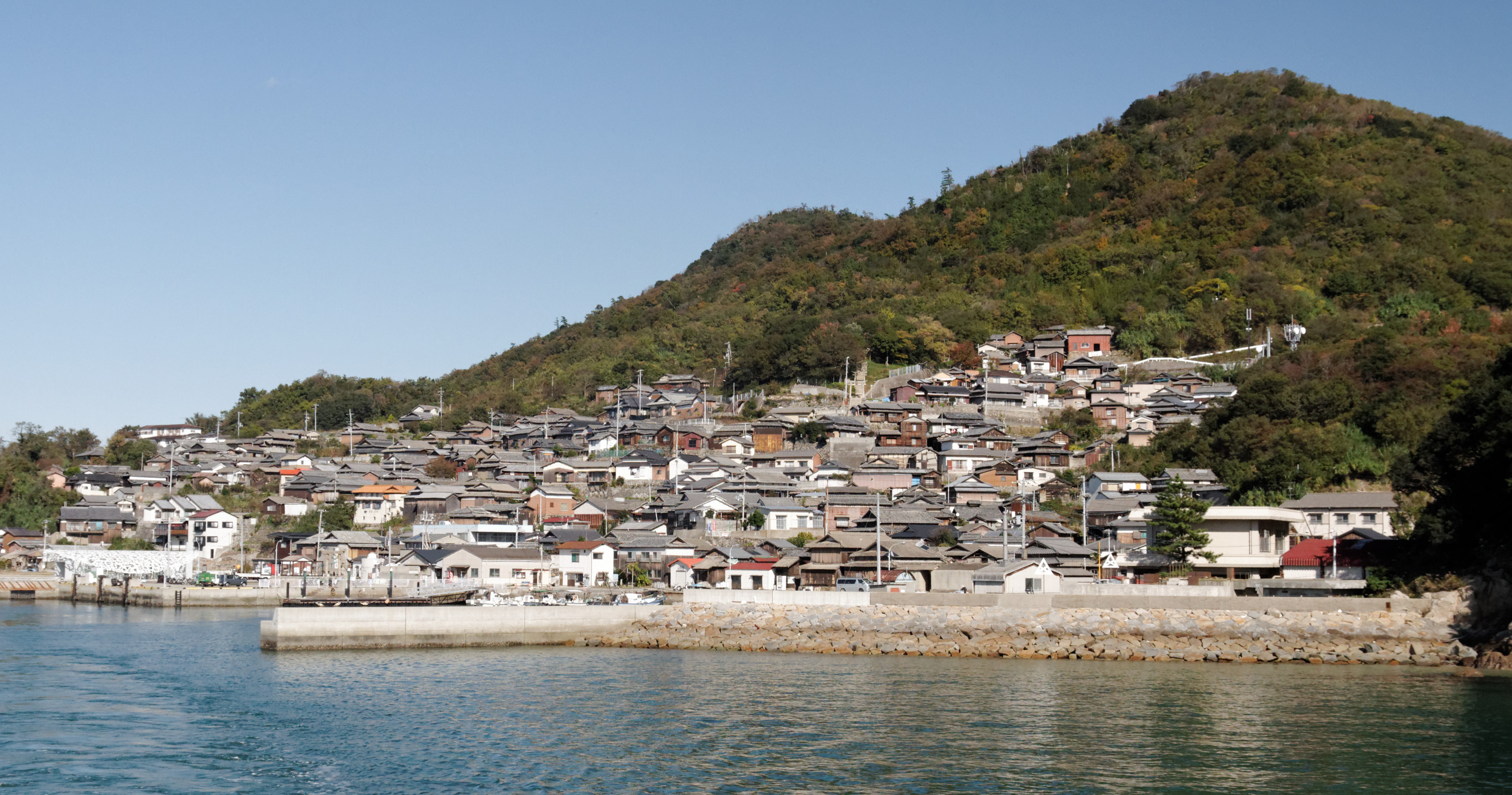
Veduta del villaggio di Ogi-chō.

L'isola è inclusa amministrativamente nella prefettura di Kagawa, a nord della città di Takamatsu e nei pressi dell'isola di Megijima. Occupa un'area di circa 1.34 km² e la linea costa si estende per circa due chilometri. All'interno di Ogi-jima è presente un unico villaggio, Ogi-chō, la cui popolazione si attestava nel 2010 intorno alle 202 persone, mentre al termine del 2019 era scesa ai 168 abitanti.
Il territorio è prevalentemente montuoso e le aree pianeggianti sono scarse. Sulla punta nord dell'isola è stato costruito un faro, poi trasformato in un museo, mentre a sud si trova la biblioteca di Ogi-jima gestita dagli abitanti del villaggio.
L'isola fa parte del circuito della Triennale di Setouchi e ospita un centro culturale e varie opere di arte contemporanea.

## Nella cultura popolare

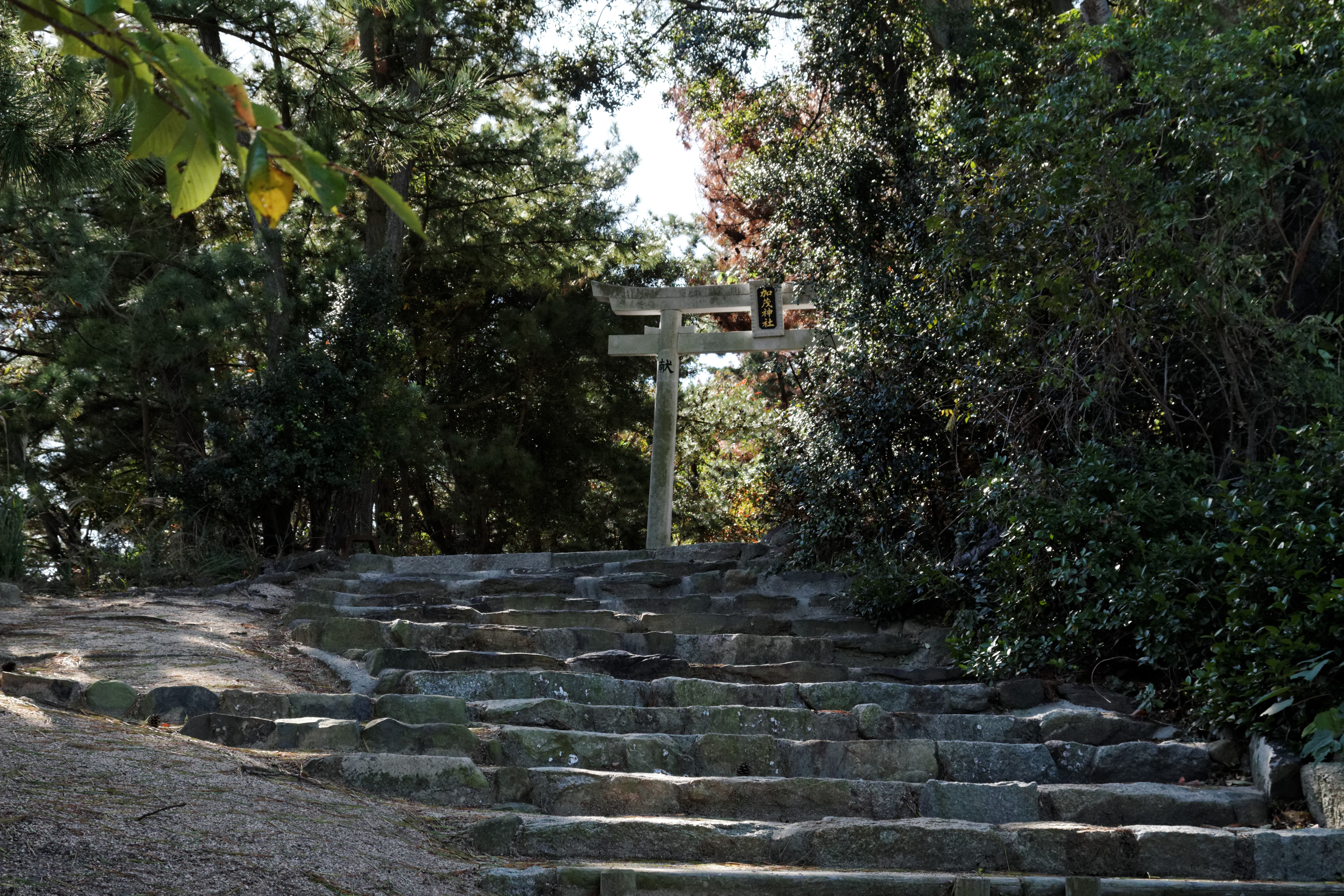
Salita al santuario shintoista dell'isola, usata come scenografia nel fumetto Summer Time Rendering.

Ogi-jima ha ispirato l'ambientazione del romanzo del 1999 Battle Royale di Koushun Takami e il fumetto Summer Time Rendering di Yasuki Tanaka che usa alcuni posti reali dell-isola come scenografie.